# Gastrolobium obovatum
Gastrolobium obovatum là một loài thực vật có hoa trong họ Đậu. Loài này được Benth. miêu tả khoa học đầu tiên năm 1839.

## Hình ảnh

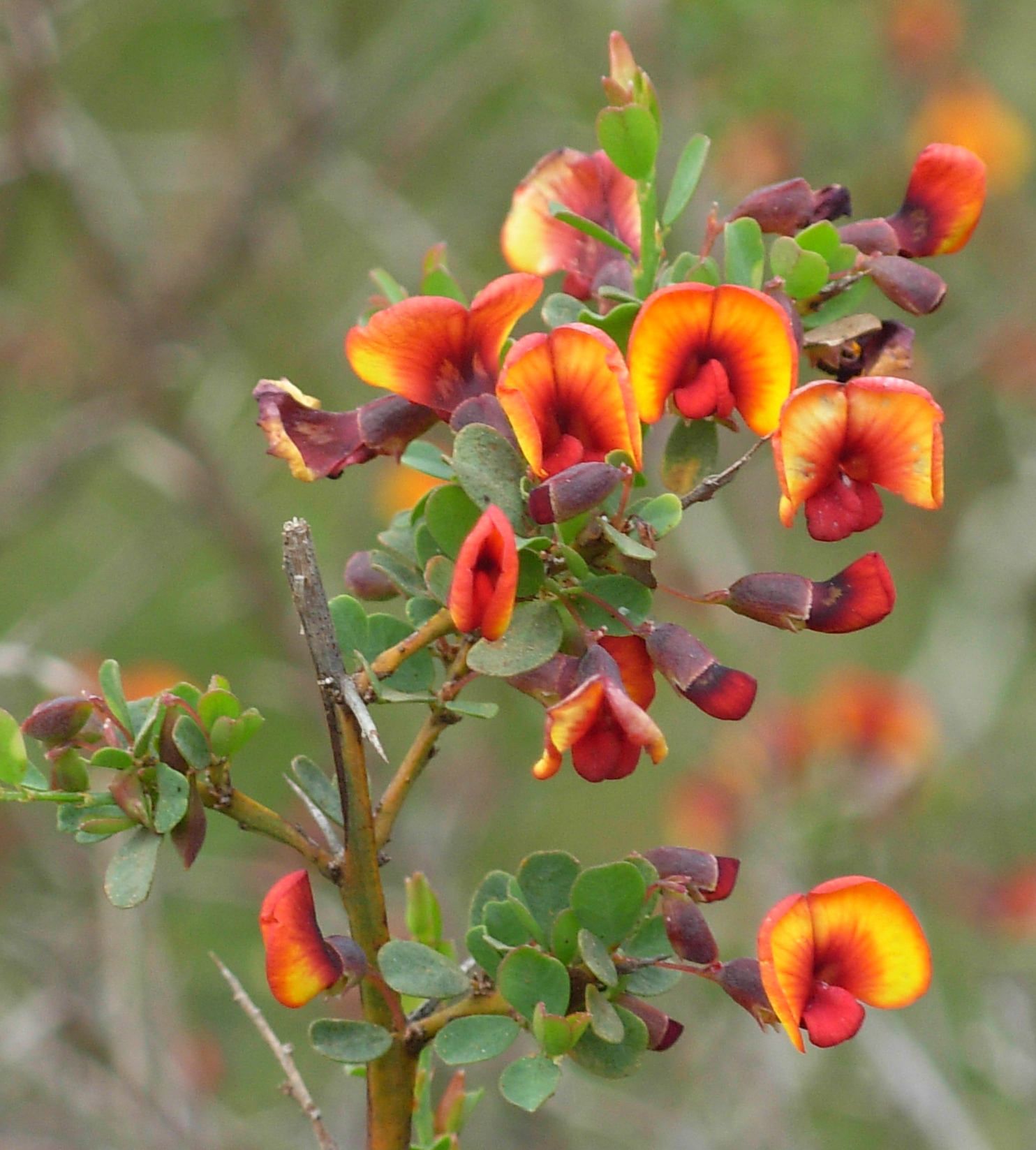